# Charaxes laticatena
Charaxes laticatena är en fjärilsart som beskrevs av Le Cerf 1932. Charaxes laticatena ingår i släktet Charaxes och familjen praktfjärilar. Inga underarter finns listade i Catalogue of Life.